# Carl Dienstbach
Carl Dienstbach (* 29. Mai 1870 in Usingen; † 27. Juni 1956 in Usingen) war ein deutscher Musiker, Journalist und Erfinder.

## Leben
Carl Heinrich Ludwig Dienstbach wurde in Usingen als Sohn des Gerbereibesitzers Karl Friedrich Dienstbach aus Usingen und dessen Ehefrau Luise, Tochter des Klarinettisten Gerhard Dienstbach aus Weilburg geboren.
Carl besuchte die Schule in Usingen in der in Physik und Mathematik unterrichtet wurde und anschließend das Gymnasium in Weilburg, welches er ohne Abschluss verließ um lieber seine Zeit für ein Studium der Musikkomposition am Hoch’schen Konservatorium in Frankfurt am Main zu verwenden. Für dieses Studium lernte er Klavierspielen und dem Beispiel des Großvaters folgend Klarinette. In den Jahresberichten 10(1888) bis 13(1891) des Hoch'schen Konservatoriums ist er als Schüler für Klavier und Klarinette eingetragen. Durch das Studium am Hoch'schen Konservatorium ergaben sich für ihn und auch für seine Familie Kontakte zu bedeutenden Persönlichkeiten wie dem Komponisten Hans Pfitzner, dem Poeten James Grun und seiner Schwester der Schriftstellerin Frances Grun, dem Publizisten Paul Cossmann, dem Maler Hans Thoma und zu dem Musiker Hermann Hans Wetzler.
Im Jahr 1892 absolvierte er seinen einjährigen Wehrdienst in Homburg, konnte danach das Studium am Hoch'schen Konservatorium aber nicht mehr fortsetzen, da sich die finanzielle Situation seines Vaters verschlechtert hatte. Nachdem er noch Pläne für den Bau eines Fluggerätes erstellt hatte, entschloss er sich im März 1893, der Aufforderung seines Freundes Hermann Hans Wetzler nachzukommen und zu ihm nach New York City zu ziehen. Ein Grund zu emigrieren war auch die ihm als zu gewagt erscheinende Finanzierung des ersten Konzerts von Hans Pfitzner, mit der er nicht in Verbindung gebracht werden wollte, wie man aus Briefen seiner Schwester Lini entnehmen kann, welche sich im Nachlass von H.H.Wetzler befinden.
In New York angekommen befasste er sich dann sofort zusammen mit H. H. Wetzler mit dem Bau des Fluggerätes, damals noch Luftschiff genannt und mit der Konstruktion des Motors hierfür. Geplant war das Flugzeug mit einer Dampfmaschine anzutreiben und als Starthilfe war eine Rakete angedacht. Für den Bau des Motors suchte man nach einem Ingenieur der bei der Dimensionierung des Motors helfen sollte, fand aber nur einen Mechaniker der an dem alten City College in New York wissenschaftliche Apparaturen betreute und als äußerst erfindungsreich beschrieben wurde. (Bei diesem Mechaniker könnte es sich um Gustav Weißkopf gehandelt haben der 1893 nach Amerika kam und der ab Herbst 1894 in Boston im Blue Hill Observatorium arbeitete). Finanziert wurde das Vorhaben von H. H. Wetzler, dem aber schon Mitte 1893 das Geld knapp wurde. Da man keinen anderen Geldgeber fand, konnte das Werk nicht vollendet werden. 
Inzwischen war man darauf aufmerksam gemacht worden, dass Otto Lilienthal in Deutschland Flugversuche unternahm und diese auch publizierte. Carl D. schrieb daher im Juni 1894 an O.L. um dessen Meinung zu erfragen. Von dieser Korrespondenz sind 10 Briefe bekannt, 5 davon in einem Buch von Werner Schwipps des Otto-Lilienthal-Museum veröffentlicht. Die Briefe bzw. Kopien der Briefe befinden sich in der Otto-Lilienthal Sammlung im Deutschen Museum in München. 
In einem früheren Buch von Werner Schwipps findet sich auch eine Zeichnung des Fluggerätes die Carl Dienstbach an Otto Lilienthal schickte. Werner Schwipps schrieb  dazu: Dienstbach hat in seinem ersten Brief Lilienthal einen ganz erstaunlichen Entwurf für ein Propellerflugzeug mit Startrakete unterbreitet. Die beigefügte Handskizze verrät zwar, daß er mehr Künstler als Techniker war, beeindruckt aber durch große Vorstellungskraft. Skizziert ist eine Art Hochdecker mit vorn liegender Luftschraube sowie tiefliegendem Pilotensitz dicht über einem Räderfahrwerk. Die Rakete befindet sich über dem Kopf des Piloten, in der Längsachse angeordnet. Sie sollte nach erfolgtem Start abgeworfen werden.
Dienstbach und Wetzler bemühten sich darum über die Kanzlei Hauff&Hauff, 41 Park Row, New York City US-Patente sowohl für das Fluggerät sowie für den Motor zu bekommen Die Anmeldung erfolgte am 23. Juni 1893-Serial-Nr. 478,488. Von diesen Patentanträgen befindet sich eine Technische Zeichnung in der Musikabteilung der Zentralbibliothek Zürich im Nachlass von H. H. Wetzler. In der Zeichnung sind mehrere Ansichten des Motors sowie eine perspektivische Zeichnung des Fluggeräts zu sehen. Das Fluggerät stellt danach eher eine Art motorisierten Hängegleiter dar. Allerdings komplizierter als ein moderner Hängegleiter da es über Querruder und Seitenleitwerk verfügt.
Otto Lilienthal hatte Dienstbach geraten, sich einen seiner Flugapparate und sein Buch Über die Kunst des Fliegens zu kaufen, um die Kunst des Fliegens zu üben und weiter hatte er ihm geraten, Mitglied im Deutschen Verein zur Förderung der Luftschiffahrt zu werden. Letzterem Rat kam Carl D. nach, was dazu führte, dass er Artikel für Zeitschriften schrieb. 
Werner Schwipps schreibt in seinem Buch dazu: "Schon 1895 ist ein Bericht von ihm (Dienstbach) in die "Zeitschrift für Luftschiffahrt" aufgenommen worden. Ende 1903 hat er als erster sachkundig über die Erfolge der Brüder Wright in Kitty Hawk für die "Illustrierten Aeronautischen Mitteilungen" berichtet. Im Jahr darauf schrieb er ebenso sachkundig über die flugtechnischen Arbeiten von August M. Herring. 
Das Otto-Lilienthal-Museum in Anklam listet über 50 deutschsprachige Artikel auf, die Dienstbach bis 1910 schrieb. Darunter Artikel wie: Ueber die praktische Lösung des Flugproblems, 1895;  Ein Schießpulvermotor, 1897; Der Motorflug der Gebrüder Wright, 1904; Das erste Lebensjahr der praktischen Flugmaschine, 1905, um nur einige zu nennen.
In einer Biographie von Claus-Christian Schuster (Altenberg Trio Wien) über Hans Pfitzner ist über ihn zu lesen: Dann war da der Klarinettist Carl Dienstbach, in dessen malerisch im Taunus gelegenen Heimatstädtchen Usingen die Pfitzner-Freunde mit Carls fünf Geschwistern viele vergnügte Stunden verbrachten. 
Im Buch Die Brüder Wright von Alfred Hildebrandt liest man: Demnächst begab ich mich mit einem berufenen Aeronauten, dem seit 15 Jahren in New York lebenden deutschen Ingenieur Karl Dienstbach, nach Dayton in Ohio und besuchte den Vater der Brüder, den alten anglo-amerikanischen Bischof Milton Wright.
Genannt wird er auch als New Yorker Musiker und Amerika-Korrespondent der Illustrierten Aeronautischen Mitteilungen. In den Sommermonaten Juli und August war er in Hotelorchestern an amerikanischen Badeorten als Pianist oder Klarinettist tätig, ansonsten als Klavierlehrer.
Nachdem sich seine amerikanisch Kenntnisse verbessert hatten schrieb er auch für amerikanische Zeitschriften. Die ersten beiden amerikanischen Artikel findet man im American Aeronaut and Aerostatist 1907, dann 5 Artikel im American Aeronaut 1908 und jeweils einen in Aeronautics 1908 und 1909, einen zusammen mit T. R. MacMechen in McClure’s Magazine Vol. 33, 1909 und in The Century Magazine 1910, Vol. 80 zusammen mit T. R. MacMechen 2 längere Artikel, und zusammen mit Joseph A. Steinmetz einen Artikel im  Journal of the American Society for Naval Engineers, November 1914. Mit Waldemar Kaempffert zusammen einen Artikel im Buch History of the World War 1919.
Der Scientific American listet 47 Artikel von ihm für die Zeit von 1910 bis 1917 auf die sich meist mit Zeppelinen befassten. Ab 1916 schrieb er auch für die Popular Science Monthly bis 1920 ca. 25 Artikel die sich mehr und mehr um Flugzeuge kümmerten.
1955 kehrte er in seine Geburtsstadt Usingen zurück wo er 1956 im Alter von 86 Jahren im Krankenhaus starb. In der Sterbeanzeige die  seine Schwester Emmi an das Amerikanische Konsulat schickte stand als Beruf Teacher womit wohl seine Tätigkeit als Klavierlehrer gemeint war.

## Journalist
Ein bemerkenswertes Beispiel seiner Sachkunde ist Dienstbachs Bericht „Die Erfindung der Flugmaschine“ vom 24. Januar 1904 über die Flüge der Brüder Wright mit ihrem Wright Flyer, der in Deutschland im März in den „Illustrierten Aeronautischen Mitteilungen“ veröffentlicht wurde:

„Die Erfindung der Flugmaschine
Am Vormittag des 17. Dezember 1903, zwischen halb 11 und 12 Uhr ist eine viertel englische Meile nordöstlich von dem Kill Devil-Sandhügel bei Kitty Hark in Dare County, Nordkarolina, in den Vereinigten Staaten von Nordamerika, ein weltgeschichtliches Ereignis eingetreten: die erste wirkliche Flugmaschine ist geflogen!
Eine dynamische Flugmaschine mit einem Passagier an Bord, ohne irgend welche Art von Gasballon, mit Motor und Brennmaterial für einen stundenlangen Flug, ist mit einer Eigengeschwindigkeit von 14 bis 16 m die Sekunde gegen einen Wintersturm voller Windstöße von 10 bis 11 m die Sekunde vom ebenen Boden aus und über ebenen Boden eine Strecke von 250 m weit vorwärts geflogen, auf eine Weise, die diesen Flug ebenso erstaunlich macht, wie es einer von der zehnfachen Länge gewesen sein würde. Denn seine Dauer wurde weder durch einen Unfall, noch durch Unfähigkeit, die Balance zu bewahren, noch viel weniger durch Mangel an Flugkraft begrenzt, sondern lediglich durch die Unerfahrenheit des Steuermanns, der bei dieser neuen, unvertrauten Maschine einer mit den Umständen verknüpften besonderen Schwierigkeit noch nicht gewachsen war. Die letztere ist sehr leicht erklärt: Es war das begreifliche Bestreben vorhanden, die Maschine dicht über dem horizontalen Boden hinfliegen zu lassen, um etwaige Unfälle unmöglich zu machen. Der heftige stoßweise Wind suchte jedoch den Apparat ebenso zu heben und zu senken, wie er es einst mit jenem Lilienthals getan hatte. Darum war der erste der vier Flüge, die gemacht wurden, sehr unregelmäßig und kurz. Beim zweiten gelang es schon besser, durch Steuerung das unbeabsichtigte Steigen und Sinken zu bekämpfen, und beim vierten ward die bis dahin für einen Flug mit Passagier ohne Ballon unerhörte Dauer von 59 Sekunden erreicht, ehe der Apparat nach dem Überfliegen eines Sandhaufens mit Gebüsch, bei dem Bestreben, wieder in größere Nähe zum Boden zu kommen, durch eine kaum meßbar geringe Übertreibung in der Steuerung in allzu große Bodennähe, d. h. zum unbeabsichtigten Landen gebracht wurde, dann kam die nötige Rücksteuerung nach oben um einen kleinen Bruchteil einer Sekunde zu spät.
...
Da es dem Verfasser gelang, über all dieses durchaus zuverlässige Nachrichten zu erhalten, so fühlt er sich mit Freude berechtigt, heute zu sagen: Die Flugmaschine ist erfunden! Wir können fliegen!
...“

## Erfinder
Als Erfinder erlangte er folgende Patente:
- Carl Dienstbach und Walter L. Fairchild, US-Patent 1,104,039 Flying Machine, eingereicht am 13. April 1910, patentiert am 21. Juli 1914
- Carl Dienstbach, Patent DE000000483041 Steuervorrichtung für Luftfahrzeuge, eingereicht am 5. Januar 1922, patentiert am 5. September 1929
- Carl Dienstbach, US-Patent 2,465,957 Scanning Mirror Navigational Instrument, eingereicht am 22. September 1945, patentiert am 29. März 1949

Sein in Familienkreisen berühmter Automatischer Notenwechsler für Blasinstrumentespieler wurde wohl nicht patentiert.